# 真田信治
真田 信治（さなだ しんじ、1946年2月24日 - 2022年11月13日）は、日本の日本語学者。大阪大学名誉教授。文学博士（大阪大学、1990年）。専門は社会言語学・方言学・接触言語学。

## 経歴
1946年（昭和21年）、富山県上平村（現・南砺市）に生まれる。1964年（昭和39年）、富山県立砺波高等学校卒業。1968年（昭和43年）、金沢大学教育学部卒業。1970年（昭和45年）、東北大学大学院文学研究科国語学専攻修士課程修了。1972年（昭和47年）、同博士課程退学。
椙山女学園大学専任講師、国立国語研究所研究員などを経て、1993年（平成5年）、大阪大学文学部教授。1999年（平成11年）、大阪大学大学院文学研究科教授（日本語学担当）。2005年（平成17年）、東呉大学（台湾）客員教授。2009年（平成21年）、大阪大学名誉教授、奈良大学文学部教授。
この間、日本語学会理事、博報財団日本語海外研究者招聘事業審査委員会委員長、新村出記念財団監事、奈良大学文学部長・大学院文学研究科長なども務める。

## 研究
1982年（昭和57年）、柴田武とともに『日本における社会言語学の動向』を著し、日本における社会言語学の研究分野は「方法論・言語変種・言語生活・言語行動・言語接触・言語変化・言語意識・言語習得・言語計画」の9領域に分類できるとし、日本における社会言語学研究の基礎を築いた。
日本語の様々な言語変異（地理的バリエーション、社会的バリエーション、機能的バリエーション）を研究テーマとしている。大学院時代から言語地理学に取り組み、北陸をはじめ日本各地の伝統方言の存在のあり方を研究してきた。一方で、方言の変化を鋭く捉えて「ネオ方言」という新たな方言概念を提唱した。「ネオ方言」とは地域の新しい方言スタイルで、地域回帰への象徴であると指摘した。早くから接触言語学の事例研究に取り組んできたと言える。また近年の日本社会での多言語化現象をめぐる研究に関心を寄せ、在日韓国・朝鮮人についての研究に力を注いだ。さらに、ミクロネシア・台湾・韓国・中国東北部・サハリンなどを歩き、戦前・戦中に越境した日本語に関する研究に従事した。台湾東部の宜蘭県に住むタイヤル族が用いるタイヤル語と日本語の接触によって生まれた言語変種の存在を台湾国立東華大学の簡月真とともに学界に初めて発表し、「宜蘭クレオール（Yilan Creole）」と名づけてその研究調査を続けている。

## 受賞歴
- 金田一京助博士記念賞 - 第18回、1990年（『地域言語の社会言語学的研究』に対して）
- とやま賞受賞 - 1991年度、学術研究部門（社会言語学）（方言の社会言語学的研究に対して）
- 瑞宝中綬章・従四位（没後追贈）[2]

## 主要著書
- 『方言学』（編）朝倉書店 2011年 ISBN 9784254515244
- 『県別 罵詈雑言辞典』（共編）東京堂出版 2011年 ISBN 9784490108071
- 『改訂版 社会言語学図集－日本語・中国語・英語解説－』（共編）秋山書店 2010年 ISBN 9784870236165
- 『日本語教育能力検定試験に合格するための日本語の歴史30』アルク 2009年 ISBN 9784757418233
- 『越境した日本語－話者の「語り」から－』和泉書院 2009年 ISBN 9784757605015
- 『社会言語学の展望』くろしお出版 2006年 ISBN 9784874243459
- 『方言の日本地図-ことばの旅』講談社+α新書 2002年 ISBN 9784062721684
- 『標準語の成立事情―日本人の共通ことばはいかにして生まれたか』PHP研究所PHP文庫 2001年 ISBN 9784569576077
- 『関西・ことばの動態』大阪大学出版会 2001年 ISBN 9784872591095
- 『方言は絶滅するのか』PHP研究所PHP新書 2001年 ISBN 9784569618968
- 『地域語のダイナミズム―地域語の生態シリーズ関西篇』おうふう 1996年 ISBN 9784273029098
- 『日本語のバリエーション―現代語・歴史・地理』アルク 1989年 ISBN 9784900105560
- 『標準語史と方言　真田信治著作選集 シリーズ日本語の動態 第1巻』ひつじ書房　2018年　ISBN 9784894769151
- 『関西弁事典』（監修）ひつじ書房 2018年 ISBN 9784894768482
  - 第53回（2019） 第53回（2019）造本装幀コンクール日本図書館協会賞受賞